# Turniej o Złoty Kask 2021
Turniej o Złoty Kask 2021 – cykl zawodów żużlowych, organizowanych corocznie przez Polski Związek Motorowy. 

## Finał
- Zielona Góra, 21 czerwca 2021
- Sędzia: Michał Sasień

| Msc. | Zawodnik           | Klub         | Pkt  |             |  |
| ---- | ------------------ | ------------ | ---- | ----------- |  |
| 1    | Bartosz Zmarzlik   | Gorzów Wlkp. | 13   | (3,2,2,3,3) |  |
| 2    | Janusz Kołodziej   | Leszno       | 11+3 | (0,3,3,3,2) |  |
| 3    | Paweł Przedpełski  | Toruń        | 11+2 | (2,3,3,3,t) |  |
| 4    | Jakub Miśkowiak    | Częstochowa  | 10   | (1,2,3,1,3) |  |
| 5    | Szymon Woźniak     | Gorzów Wlkp. | 10   | (2,2,3,2,1) |  |
| 6    | Piotr Protasiewicz | Zielona Góra | 9    | (0,3,1,2,3) |  |
| 7    | Jarosław Hampel    | Lublin       | 9    | (3,2,0,2,2) |  |
| 8    | Patryk Dudek       | Zielona Góra | 8    | (3,3,0,1,1) |  |
| 9    | Mateusz Tonder     | Zielona Góra | 7    | (2,0,2,3,0) |  |
| 10   | Bartosz Smektała   | Częstochowa  | 7    | (2,1,0,1,3) |  |
| 11   | Wiktor Lampart     | Lublin       | 7    | (3,1,2,0,1) |  |
| 12   | Kacper Woryna      | Częstochowa  | 5    | (1,0,2,0,2) |  |
| 13   | Mateusz Cierniak   | Lublin       | 5    | (0,1,1,2,1) |  |
| 14   | Mateusz Świdnicki  | Częstochowa  | 3    | (1,0,2)     |  |
| 15   | Dominik Kubera     | Lublin       | 3    | (1,1,1,w,0) |  |
| 16   | Gleb Czugunow      | Wrocław      | 2    | (1,0,1,–,–) |  |
| 17   | Tobiasz Musielak   | Krosno       | 0    | (0,0,0,0,0) |  |

Bieg po biegu:
1. Hampel, Przedpełski, Czugunow, Kołodziej
2. Lampart, Tonder, Woryna, Musielak
3. Zmarzlik, Woźniak, Miśkowiak, Cierniak
4. Dudek, Smektała, Kubera, Protasiewicz
5. Dudek, Hampel, Cierniak, Musielak
6. Przedpełski, Miśkowiak, Smektała, Tonder
7. Kołodziej, Woźniak, Kubera, Woryna
8. Protasiewicz, Zmarzlik, Lampart, Czugunow
9. Woźniak, Tonder, Protasiewicz, Hampel
10. Przedpełski, Zmarzlik, Kubera, Musielak
11. Kołodziej, Lampart, Cierniak, Smektała
12. Miskowiak, Woryna, Czugunow, Dudek
13. Zmarzlik, Hampel, Smektała, Woryna
14. Przedpełski, Woźniak, Dudek, Lampart
15. Kołodziej, Protasiewicz, Miśkowiak, Musielak
16. Tonder, Cierniak, Świdnicki (Czugunow – niezdolny), Kubera (w)
17. Miśkowiak, Hampel, Lampart, Kubera
18. Protasiewicz, Woryna, Cierniak, Świdnicki (Przedpełski – t)
19. Zmarzlik, Kołodziej, Dudek, Tonder
20. Smektała, Świdnicki, Woźniak, Musielak (Czugunow – niezdolny)
21. Bieg dodatkowy o 2. miejsce Kołodziej, Przedpełski